# Anne Moerenhout
Anne Moerenhout (Merchtem, 26 maggio 1950) è un'ex cestista belga.

## Carriera
Con il Belgio ha disputato i Campionati europei del 1976.